# Štefan Tarkovič
Stefan Tarkovic (Prešov, 18 febbraio 1973) è un allenatore di calcio, dirigente sportivo ed ex calciatore slovacco, di ruolo difensore.

## Carriera

### Giocatore
Nativo di Prešov, capoluogo del distretto e della regione omonimi, muovi i suoi primi passi nelle giovanili del Tatran Prešov prima di trasferirsi a Bratislava nel 1992. Qui gioca in diverse squadre della città tra cui l'Petržalka, con una breve esperienza al Svätý Jur. Da calciatore ha giocato come terzino sinistro.

### Allenatore e dirigente

#### Club e Nazionali giovanili
La sua carriera da allenatore inizia parallelamente agli ultimi anni di carriera da giocatore. Infatti, la sua prima esperienza manageriale è da assistente mentre milita allo Spoje Bratislava, al Svätý Jur ed al Matadorfix Bratislava (oggi MŠK Iskra Petržalka). Dal 1997 al 2002, guida la Nazionale Under-19 femminile e allo stesso tempo è assistente della Nazionale di calcio femminile della Slovacchia.
All'inizio del 2000 inizia anche la carriera da dirigente sportivo, lavorando come scout per le nazionali slovacche Under-19, Under-20, Under-21 e della nazionale maggiore.
Nel 2005 approda come assistente allenatore al Baniyas. Conclusasi l'esperienza negli Emirati Arabi Uniti, torna in Slovacchia, entrando nello staff tecnico del Tatran Prešov. Dal 2009 al 2011, contemporaneamente, allena la Nazionale slovacca Under-18 ed è assistente dell'Under-19.
Nella stagione 2010-2011 assume per la prima volta il ruolo di allenatore capo per conto del VSS Košice nel campionato di calcio slovacco; successivamente ritorna al Tatran Prešov, sempre in Superliga. Nella stagione 2012-2013 firma per il Žilina campione in carica, nel ruolo di vice allenatore prima e allenatore capo dalla primavera 2013, subentrando all'olandese Frans Adelaar.

#### Nazionale slovacca
Nell'estate del 2013 entra nello staff della nazionale maggiore guidata da Ján Kozák, con cui arriva a disputare EURO 2016; nell'ottobre del 2018, dopo le dimissioni dello stesso Kozák, assume il ruolo di allenatore ad interim per la partita contro la Svezia. Lascia il posto a Pavel Hapal, assumendo il ruolo di direttore tecnico della nazionale stessa prima di farne ritorno sulla panchina in seguito al licenziamento nell'ottobre 2020 dello stesso Hapal. Purtroppo non evita la retrocessione in Lega C della UEFA Nations League, piazzandosi al 4º posto nel girone, ma riusce a qualificare la nazionale ad EURO 2020 dopo gli spareggi. Il cammino nella fase finale della competizione con la nazionale slovacca si ferma ai gironi: la vittoria con la Polonia e la doppia sconfitta con Svezia e Spagna, valgono il 3º posto nel Gruppo E, ma la differenza reti la piazza all'ultimo posto nel raffronto tra le terze classificate non permettendone il ripescaggio.
Per quanto riguarda le qualificazioni a Qatar 2022, chiude il proprio girone al 3º posto, fallendo l'accesso alla fase finale.
In UEFA Nations League 2022-2023, dopo aver battuto la Bielorussia alla prima giornata, subisce una clamorosa sconfitta casalinga contro il Kazakistan, ragion per cui il 7 giugno 2022 la Federazione slovacca decide il suo esonero e la nomina ad interim, per i restanti impegni stagionali, della coppia formata da Marek Mintál e Samuel Slovák.

#### Nazionale kirghiza
Il 24 aprile 2023, viene annunciato come nuovo commissario tecnico della nazionale kirghiza. Dopo 19 gare, il 13 giugno 2024 lascia la nazionale asiatica.

## Statistiche

### Nazionale
Statistiche aggiornate al 13 giugno 2024.
| Squadra      | Naz                     | dal             | al              | Record | Record | Record | Record | Record | Record | Record | Record     |
| Squadra      | Naz                     | dal             | al              | G      | V      | N      | P      | GF     | GS     | DR     | % Vittorie |
| ------------ | ----------------------- | --------------- | --------------- | ------ | ------ | ------ | ------ | ------ | ------ | ------ | ---------- |
| Slovacchia   | Slovacchia (bandiera)   | 15 ottobre 2018 | 22 ottobre 2018 | 1      | 0      | 1      | 0      | 1      | 1      | +0     | &0,00      |
| Slovacchia   | Slovacchia (bandiera)   | 14 ottobre 2020 | 7 giugno 2022   | 22     | 8      | 7      | 7      | 26     | 24     | +2     | 36,36      |
| Kirghizistan | Kirghizistan (bandiera) | 24 aprile 2023  | 13 giugno 2024  | 19     | 6      | 4      | 9      | 25     | 29     | −4     | 31,58      |
| Totale       | Totale                  | Totale          | Totale          | 42     | 14     | 12     | 16     | 52     | 54     | −2     | 33,33      |

#### Nazionale slovacca nel dettaglio
| ott. 2018            | Slovacchia        | Amichevoli               | Ad interim                                      | 1  | 0 | 1 | 0 | &0,00   | 1  | 1  | 0  |
| ott.-nov. 2020       | Slovacchia        | Nations League 2020-2021 | 4º nel Gruppo 2 di Lega B, retrocesso in Lega C | 2  | 1 | 0 | 1 | 50,00   | 1  | 2  | -1 |
| nov. 2020 (play-off) | Slovacchia        | Qual. Euro 2020          | 1º negli spareggi di Lega B, qualificato        | 1  | 1 | 0 | 0 | 100,00& | 2  | 1  | +1 |
| giu.-lug. 2021       | Slovacchia        | Euro 2020                | 3º nel Gruppo E                                 | 3  | 1 | 0 | 2 | 33,33   | 2  | 7  | -5 |
| 2021                 | Slovacchia        | Qual. Mondiali 2022      | 3º nel Gruppo H, non qualificato                | 10 | 3 | 5 | 2 | 30,00   | 17 | 10 | +7 |
| giu. 2022            | Slovacchia        | Nations League 2022-2023 | Esonerato durante la fase                       | 2  | 1 | 0 | 1 | 50,00   | 1  | 1  | 0  |
| Dal 2021 al 2022     | Slovacchia        | Amichevoli               |                                                 | 4  | 1 | 2 | 1 | 25,00   | 3  | 3  | 0  |
| Totale Slovacchia    | Totale Slovacchia | Totale Slovacchia        | Totale Slovacchia                               | 23 | 8 | 8 | 7 | 34,78   | 27 | 25 | +2 |

#### Panchine da commissario tecnico della nazionale slovacca
| Cronologia completa delle presenze e delle reti in nazionale ― Slovacchia | Cronologia completa delle presenze e delle reti in nazionale ― Slovacchia | Cronologia completa delle presenze e delle reti in nazionale ― Slovacchia | Cronologia completa delle presenze e delle reti in nazionale ― Slovacchia | Cronologia completa delle presenze e delle reti in nazionale ― Slovacchia | Cronologia completa delle presenze e delle reti in nazionale ― Slovacchia | Cronologia completa delle presenze e delle reti in nazionale ― Slovacchia | Cronologia completa delle presenze e delle reti in nazionale ― Slovacchia |
| Data                                                                      | Città                                                                     | In casa                                                                   | Risultato                                                                 | Ospiti                                                                    | Competizione                                                              | Reti                                                                      | Note                                                                      |
| ------------------------------------------------------------------------- | ------------------------------------------------------------------------- | ------------------------------------------------------------------------- | ------------------------------------------------------------------------- | ------------------------------------------------------------------------- | ------------------------------------------------------------------------- | ------------------------------------------------------------------------- | ------------------------------------------------------------------------- |
| 16-10-2018                                                                | Solna                                                                     | Svezia                                                                    | 1 – 1                                                                     | Slovacchia                                                                | Amichevole                                                                | Albert Rusnák                                                             | Cap: M.Skrtel                                                             |
| 12-11-2020                                                                | Belfast                                                                   | Irlanda del Nord                                                          | 1 – 2                                                                     | Slovacchia                                                                | Qual. Euro 2020                                                           | Juraj Kucka Michal Ďuriš                                                  | Cap: M.Hamsik                                                             |
| 15-11-2020                                                                | Trnava                                                                    | Slovacchia                                                                | 1 – 0                                                                     | Scozia                                                                    | UEFA Nations League 2020-2021 - Lega B                                    | Ján Greguš                                                                | Cap: M.Hamsik                                                             |
| 18-11-2020                                                                | Plzeň                                                                     | Rep. Ceca                                                                 | 2 – 0                                                                     | Slovacchia                                                                | UEFA Nations League 2020-2021 - Lega B                                    | -                                                                         | Cap: M.Hamsik                                                             |
| 24-3-2021                                                                 | Nicosia                                                                   | Cipro                                                                     | 0 – 0                                                                     | Slovacchia                                                                | Qual. Mondiali 2022                                                       | -                                                                         | Cap: J.Kucka                                                              |
| 27-3-2021                                                                 | Trnava                                                                    | Slovacchia                                                                | 2 – 2                                                                     | Malta                                                                     | Qual. Mondiali 2022                                                       | David Strelec Milan Škriniar                                              | Cap: J.Kucka                                                              |
| 30-3-2021                                                                 | Trnava                                                                    | Slovacchia                                                                | 2 – 1                                                                     | Russia                                                                    | Qual. Mondiali 2022                                                       | Milan Škriniar Róbert Mak                                                 | Cap: J.Kucka                                                              |
| 1º-6-2021                                                                 | Ried im Innkreis                                                          | Slovacchia                                                                | 1 – 1                                                                     | Bulgaria                                                                  | Amichevole                                                                | László Bénes                                                              | Cap: P.Pekarik                                                            |
| 6-6-2021                                                                  | Vienna                                                                    | Austria                                                                   | 0 – 0                                                                     | Slovacchia                                                                | Amichevole                                                                | -                                                                         | Cap: J.Kucka                                                              |
| 14-6-2021                                                                 | San Pietroburgo                                                           | Polonia                                                                   | 1 – 2                                                                     | Slovacchia                                                                | Euro 2020 - Fase a gironi                                                 | autorete Milan Škriniar                                                   | Cap: M.Hamsik                                                             |
| 18-6-2021                                                                 | San Pietroburgo                                                           | Svezia                                                                    | 1 – 0                                                                     | Slovacchia                                                                | Euro 2020 - Fase a gironi                                                 | -                                                                         | Cap: M.Hamsik                                                             |
| 23-6-2021                                                                 | Siviglia                                                                  | Slovacchia                                                                | 0 – 5                                                                     | Spagna                                                                    | Euro 2020 - Fase a gironi                                                 | -                                                                         | Cap: M.Hamsik                                                             |
| 1º-9-2021                                                                 | Lubiana                                                                   | Slovenia                                                                  | 1 – 1                                                                     | Slovacchia                                                                | Qual. Mondiali 2022                                                       | Róbert Boženík                                                            | Cap: M.Hamsik                                                             |
| 4-9-2021                                                                  | Bratislava                                                                | Slovacchia                                                                | 0 – 1                                                                     | Croazia                                                                   | Qual. Mondiali 2022                                                       | -                                                                         | Cap: M.Hamsik                                                             |
| 7-9-2021                                                                  | Bratislava                                                                | Slovacchia                                                                | 2 – 0                                                                     | Cipro                                                                     | Qual. Mondiali 2022                                                       | Ivan Schranz Martin Koscelník                                             | Cap: M.Hamsik                                                             |
| 8-10-2021                                                                 | Kazan'                                                                    | Russia                                                                    | 1 – 0                                                                     | Slovacchia                                                                | Qual. Mondiali 2022                                                       | -                                                                         | Cap: M.Hamsik                                                             |
| 11-10-2021                                                                | Osijek                                                                    | Croazia                                                                   | 2 – 2                                                                     | Slovacchia                                                                | Qual. Mondiali 2022                                                       | Ivan Schranz Lukas Haraslin                                               | Cap: M.Hamsik                                                             |
| 11-11-2021                                                                | Bratislava                                                                | Slovacchia                                                                | 2 – 2                                                                     | Slovenia                                                                  | Qual. Mondiali 2022                                                       | Ondrej Duda David Strelec                                                 | Cap: M.Hamsik                                                             |
| 14-11-2021                                                                | Ta' Qali                                                                  | Malta                                                                     | 0 – 6                                                                     | Slovacchia                                                                | Qual. Mondiali 2022                                                       | 2 Albert Rusnák 3 Ondrej Duda Vernon De Marco                             | Cap: M.Škriniar                                                           |
| 25-03-2022                                                                | Oslo                                                                      | Norvegia                                                                  | 2 – 0                                                                     | Slovacchia                                                                | Amichevole                                                                | -                                                                         | Cap: M.Škriniar                                                           |
| 29-03-2022                                                                | Murcia                                                                    | Finlandia                                                                 | 0 – 2                                                                     | Slovacchia                                                                | Amichevole                                                                | Ondrej Duda Erik Jirka                                                    | Cap: M.Škriniar                                                           |
| 3-6-2022                                                                  | Novi Sad                                                                  | Bielorussia                                                               | 0 – 1                                                                     | Slovacchia                                                                | UEFA Nations League 2022-2023 - Lega C                                    | Tomáš Suslov                                                              | Cap: M.Škriniar                                                           |
| 6-6-2022                                                                  | Bratislava                                                                | Slovacchia                                                                | 0 – 1                                                                     | Kazakistan                                                                | UEFA Nations League 2022-2023 - Lega C                                    | -                                                                         | Cap: M.Škriniar                                                           |
| Totale                                                                    |                                                                           | Presenze                                                                  | 23                                                                        |                                                                           | Reti                                                                      | 27                                                                        |                                                                           |

#### Nazionale kirghiza nel dettaglio
| 2023                | Kirghizistan        | CAFA Nations Cup 2023 | 4º                                                          | 3  | 1 | 0 | 2 | 33,33 | 4  | 6  | -2 |
| nov. 2023           | Kirghizistan        | Qual. Mondiali 2026   | 2º nel girone D - seconda fase, qualificato alla terza fase | 2  | 1 | 0 | 1 | 50,00 | 4  | 4  | 0  |
| gen.-giu. 2024      | Kirghizistan        | Qual. Mondiali 2026   | 2º nel girone D - seconda fase, qualificato alla terza fase | 4  | 2 | 2 | 0 | 50,00 | 9  | 3  | +6 |
| gen.-feb. 2024      | Kirghizistan        | Coppa d'Asia 2023     | 4° nel gruppo F                                             | 3  | 0 | 1 | 2 | &0,00 | 1  | 5  | -4 |
| Dal 2023 al 2024    | Kirghizistan        | Amichevoli            |                                                             | 7  | 2 | 1 | 4 | 28,57 | 7  | 11 | -4 |
| Totale Kirghizistan | Totale Kirghizistan | Totale Kirghizistan   | Totale Kirghizistan                                         | 19 | 6 | 4 | 9 | 31,58 | 25 | 29 | -4 |

#### Panchine da commissario tecnico della nazionale kirghiza
| Cronologia completa delle presenze e delle reti in nazionale ― Kirghizistan | Cronologia completa delle presenze e delle reti in nazionale ― Kirghizistan | Cronologia completa delle presenze e delle reti in nazionale ― Kirghizistan | Cronologia completa delle presenze e delle reti in nazionale ― Kirghizistan | Cronologia completa delle presenze e delle reti in nazionale ― Kirghizistan | Cronologia completa delle presenze e delle reti in nazionale ― Kirghizistan | Cronologia completa delle presenze e delle reti in nazionale ― Kirghizistan | Cronologia completa delle presenze e delle reti in nazionale ― Kirghizistan |
| Data                                                                        | Città                                                                       | In casa                                                                     | Risultato                                                                   | Ospiti                                                                      | Competizione                                                                | Reti                                                                        | Note                                                                        |
| --------------------------------------------------------------------------- | --------------------------------------------------------------------------- | --------------------------------------------------------------------------- | --------------------------------------------------------------------------- | --------------------------------------------------------------------------- | --------------------------------------------------------------------------- | --------------------------------------------------------------------------- | --------------------------------------------------------------------------- |
| 10-6-2023                                                                   | Biškek                                                                      | Kirghizistan                                                                | 3 – 0                                                                       | Afghanistan                                                                 | CAFA Nations Cup 2023 - Gruppo B                                            | Ernist Batyrkanov                                                           | Cap: M.Murzaev                                                              |
| 16-6-2023                                                                   | Biškek                                                                      | Kirghizistan                                                                | 1 – 5                                                                       | Iran                                                                        | CAFA Nations Cup 2023 - Gruppo B                                            | Mirlan Murzaev                                                              | Cap: M.Murzaev                                                              |
| 20-6-2023                                                                   | Tashkent                                                                    | Kirghizistan                                                                | 0 – 1                                                                       | Oman                                                                        | CAFA Nations Cup 2023 - Finale 3º posto                                     | -                                                                           | Cap: M.Murzaev                                                              |
| 11-9-2023                                                                   | Biškek                                                                      | Kirghizistan                                                                | 3 – 1                                                                       | Kuwait                                                                      | Amichevole                                                                  | Gulžigit Alykulov 2 Joel Kojo                                               | Cap: M.Murzaev                                                              |
| 12-10-2023                                                                  | Arad                                                                        | Bahrein                                                                     | 2 – 0                                                                       | Kirghizistan                                                                | Amichevole                                                                  | -                                                                           | Cap: K.Žyrgalbek uulu                                                       |
| 15-10-2023                                                                  | Jeddah                                                                      | Kirghizistan                                                                | 0 – 1                                                                       | Filippine                                                                   | Amichevole                                                                  | -                                                                           | Cap: E.Tokotaev                                                             |
| 16-11-2023                                                                  | Kuala Lumpur                                                                | Malaysia                                                                    | 4 – 3                                                                       | Kirghizistan                                                                | Qual. Mondiali 2026                                                         | Kajrat Žyrgalbek uulu Ernist Batyrkanov Kai Merk                            | Cap: T.Kozubaev                                                             |
| 21-11-2023                                                                  | Biškek                                                                      | Kirghizistan                                                                | 1 – 0                                                                       | Oman                                                                        | Qual. Mondiali 2026                                                         | Odiljon Abdurakhmanov                                                       | Cap: T.Kozubaev                                                             |
| 25-12-2023                                                                  | Dubai                                                                       | Kirghizistan                                                                | 1 – 4                                                                       | Uzbekistan                                                                  | Amichevole                                                                  | Bakhtiyar Duyshobekov                                                       | Cap: T.Kozubaev                                                             |
| 30-12-2023                                                                  | Abu Dhabi                                                                   | Emirati Arabi Uniti                                                         | 1 – 0                                                                       | Kirghizistan                                                                | Amichevole                                                                  |                                                                             | Cap: T.Kozubaev                                                             |
| 5-01-2024                                                                   | Dubai                                                                       | Siria                                                                       | 1 – 1                                                                       | Kirghizistan                                                                | Amichevole                                                                  | Ayzar Akmatov                                                               | Cap: T.Kozubaev                                                             |
| 9-01-2024                                                                   | Doha                                                                        | Kirghizistan                                                                | 2 – 1                                                                       | Vietnam                                                                     | Amichevole                                                                  | Joel Kojo Aizar Akmatov                                                     | Cap: T.Kozubaev                                                             |
| 16-1-2024                                                                   | Doha                                                                        | Thailandia                                                                  | 2 – 0                                                                       | Kirghizistan                                                                | Coppa d'Asia 2023 - 1º turno                                                | -                                                                           | Cap: T.Kozubaev                                                             |
| 21-1-2024                                                                   | Al Khor                                                                     | Kirghizistan                                                                | 0 – 2                                                                       | Arabia Saudita                                                              | Coppa d'Asia 2023 - 1º turno                                                | -                                                                           | Cap: T.Kozubaev                                                             |
| 25-1-2024                                                                   | Doha                                                                        | Kirghizistan                                                                | 1 – 1                                                                       | Oman                                                                        | Coppa d'Asia 2023 - 1º turno                                                | Joel Kojo                                                                   | Cap: T.Kozubaev                                                             |
| 21-3-2024                                                                   | Taipei                                                                      | Taipei cinese                                                               | 0 – 2                                                                       | Kirghizistan                                                                | Qual. Mondiali 2026                                                         | Valeriy Kichin (rig.) Kai Merk                                              | Cap: V.Kichin                                                               |
| 26-3-2024                                                                   | Bishkek                                                                     | Kirghizistan                                                                | 5 – 1                                                                       | Taipei cinese                                                               | Qual. Mondiali 2026                                                         | 3 Joe Kojo Khristiyan Brauzman Kimi Merk                                    | Cap: V.Kichin                                                               |
| 6-6-2024                                                                    | Bishkek                                                                     | Kirghizistan                                                                | 1 – 1                                                                       | Malaysia                                                                    | Qual. Mondiali 2026                                                         | Gulžigit Alykulov                                                           | Cap: V.Kichin                                                               |
| 11-6-2024                                                                   | Mascate                                                                     | Oman                                                                        | 1 – 1                                                                       | Kirghizistan                                                                | Qual. Mondiali 2026                                                         | Eldiyar Zarypbekov                                                          | Cap: V.Kichin                                                               |
| Totale                                                                      |                                                                             | Presenze                                                                    | 19                                                                          |                                                                             | Reti                                                                        | 25                                                                          |                                                                             |